# Pristipomoides flavipinnis
Pristipomoides flavipinnis es una especie de peces de la familia Lutjanidae en el orden de los Perciformes.

## Morfología
• Los machos pueden llegar alcanzar los 50 cm de longitud total.

## Hábitat
Es un pez de mar de clima tropical y asociado a los  arrecifes de coral que vive entre 90-360 m de profundidad.

## Distribución geográfica
Se encuentra desde el Asia Sudoriental hasta Tahití, las Islas Ryukyu y el noreste de Australia.

## Uso comercial
Se comercializa principalmente fresco.